# 약장수
"약장수"는 2015년에 개봉한 대한민국의 영화이다.

## 캐스팅
- 김인권 : 일범 역
- 박철민 : 철중 역
- 이주실 : 옥님 역
- 최재환 : 호철 역
- 정형석 : 형수 역
- 박혜진 : 영자 역
- 지유 : 정아 역
- 장소연 : 미란 역
- 김시영 : 혜란 역
- 김기연 : 미선 역
- 황인영 : 미우 역
- 조은찬 : 주현 역
- 성인자 : 반지 할머니 역
- 신정윤 : 시상식 사회자 역
- 이은주 : 마트캐셔 역
- 이동용 : 대리운전 소장 역
- 박지윤 : 라디오 목소리 역
- 조민기 : 경호 역 (특별출연)
- 정운택 : 영자 아들 역 (특별출연)
- 김형범 : 재열 역 (특별출연)